# ألين بيلي
ألين بيلي (بالإنجليزية: Allen Bailey)‏ هو لاعب كرة قدم أمريكية أمريكي، ولد في 25 مارس 1989 في Sapelo Island ‏ في الولايات المتحدة.

## وصلات خارجية
- ألين بيلي على موقع إي إس بي إن.كوم (أن.أف.أل)3
- ألين بيلي على موقع مرجع كرة القدم المحترفة.كوم (الإنجليزية)